# Ursula Nuber
Ursula Nuber (* 1954) ist eine deutsche Journalistin, Diplompsychologin und Autorin zahlreicher psychologischer Ratgeber-Bücher. Sie war bis 2018 Chefredakteurin der Monatszeitschrift Psychologie Heute.
Nuber war von 1983 bis 1996 Redakteurin und Ressortleiterin bei Psychologie Heute, ab 1996 erst stellvertretende Chefredakteurin und von 2015 bis Mitte 2018 schließlich Chefredakteurin.

## Publikationen (Auswahl)
- Lass mir mein Geheimnis! Campus, Frankfurt a. M. 2007, ISBN 978-3-593-38234-0
- Wer bin ich ohne dich? Campus, Frankfurt a. M. 2012, ISBN 978-3-593-39555-5
- Eigensinn. Fischer, 2016, ISBN 978-3-596-03101-6
- Lass die Kindheit hinter dir. Piper, München 2019, ISBN 978-3-593-38816-8
- Sag mal, liebst du mich eigentlich noch? Piper, München 2023, ISBN 978-3-492-05969-5
- Der Bindungseffekt. Piper, München 2023, ISBN 978-3-492-05968-8